# وو يي
وو يي (بالصينية:吴仪) و(بالحروف اللاتينية Wu Yi)، ولدت في نوفمبر 1938 في مدينة ووهان بالصين. سياسية صينية ونائبة رئيسة الوزراء ما بين سنتي 2003 و2008.
عضو الحزب الشيوعي الصيني منذ أبريل سنة 1962م. درست وتخرجت كمهندسة تقنية البترول.
اختارتها مجلة فوربس أربعة مرات من ضمن قوائمها السنوية للأكثر النساء تأثيرا في العالم